# Earth to Echo
Earth to Echo är en amerikansk science fiction-film som hade biopremiär i USA den 2 juli 2014, regisserad av Dave Green.

## Handling
Filmen utspelar sig i en förort till Las Vegas där flera hus måste rivas för att breda plats åt en ny väg. En grupp barn beslutar sig för att tillbringa den sista tiden tillsammans, då de upptäcker en utomjording som de namnger "Echo".

## Priser och utmärkelser
| År   | Pris                    | kategori                   | Mottagare     | Resultat  |
| ---- | ----------------------- | -------------------------- | ------------- | --------- |
| 2014 | Teen Choice Awards      | Choice Summer Movie        | Earth to Echo | nominerad |
| 2014 | Heartland Film Festival | Truly Moving Picture Award | Earth to Echo | vann      |

### Fotnoter
1. ↑  ”Earth to Echo” (på engelska). Rotten Tomatoes. 23 juni 2014. http://www.rottentomatoes.com/m/earth_to_echo/. Läst 28 juli 2014.
2. ↑  Brent Lang (25 juni 2014). ”‘Earth to Echo’: Shrewd Counter-Programming or Sacrificial Lamb?” (på engelska). http://variety.com/2014/film/news/earth-to-echo-marketing-campaign-1201242226/. Läst 16 juli 2015.
3. ↑  ”Earth to Echo (2014)”. Box Office Mojo. http://boxofficemojo.com/movies/?id=echo.htm. Läst 16 juli 2015.
4. ↑  Ethan Gilsdorf (28 juni 2014). ”In 'Earth to Echo,' boys will be boys”. Boston Globe. https://www.bostonglobe.com/arts/movies/2014/06/28/earth-echo-boys-will-boys/ruxtiVVAuPwheJb6taBHkK/story.html. Läst 16 juli 2015.
5. ↑  Bryan Kluger (21 oktober 2014). ”Earth to Echo” (på engelska). Highdefdigest. http://bluray.highdefdigest.com/13351/earthtoecho.html. Läst 16 juli 2015.
6. ↑  ”Second Wave of Nominations for 'Teen Choice 2014' Announced”. 17 juli 2014. Arkiverad från originalet den 26 juli 2014. https://web.archive.org/web/20140726001813/http://tvbythenumbers.zap2it.com/2014/07/17/second-wave-of-nominations-for-teen-choice-2014-announced/283935/. Läst 16 juli 2015.
7. ↑  ”Truly Moving Picture Award”. http://heartlandfilm.org/tmpa. Läst 16 juli 2015.